# Cololejeunea costaricensis
Cololejeunea costaricensis là một loài Rêu trong họ Lejeuneaceae. Loài này được (Bernecker-Lucking) Bernecker & Pócs mô tả khoa học đầu tiên.